# Роберт Тарентский
Роберт Тарентский (1319 или в начале зимы 1326 — 10 сентября 1364) — князь Таранто, король Албании, князь Ахеи, титулярный император Константинополя (как Роберт II).

## Биография
Роберт был старшим из выживших сыновей Филиппа I Тарентского и Екатерины де Валуа-Куртене. Когда в 1332 году умер отец, то Роберт унаследовал его титулы. Однако дядя Иоанн, который на тот момент был князем Ахейским, не захотел приносить вассальную присягу своему молодому племяннику. В итоге было достигнуто соглашение, что Иоанн уступает Ахейское княжество Роберту и выплачивает ему 5 тысяч унций золота (занятых у Никколо Аччяйоли), а взамен получает титул короля Албании. Из-за юности Роберта правила вместо него его мать Екатерина. После смерти матери в 1346 году Роберт унаследовал претензии на титул императора Константинополя.
9 сентября 1347 года Роберт женился в Неаполе на Марии (дочери Людовика де Бурбон), вдове кипрского коннетабля Ги де Лузиньяна. Их брак был бездетным.
В 1353 году Роберт начал кампанию по завоеванию Ионических островов и к 1354 году установил контроль над Корфу, Кефалинией и Закинфом.
После смерти Роберта Мария попыталась сохранить за собой Ахейское княжество для своего сына от первого брака, однако законный наследник Филипп, младший брат Роберта, не дал этого сделать.